# 巴爾沃亞 (里薩拉爾達省)

巴爾柏（西班牙語：Balboa），是哥倫比亞的城鎮，位於該國中西部里薩拉爾達省，距離佩雷拉約52公里，面積120平方公里，始建於1923年4月30日，海拔高度1,560米，2005年人口6,081。
4°55′0.01″N 75°57′0″W / 4.9166694°N 75.95000°W